# Louis de Robiano
Pour les articles homonymes, voir De Robiano.
Le comte Louis François Paule Marie Joseph de Robiano, dit de Robiano-Borsbeek, né à Bruxelles le 10 mars 1781, décédé à Turin le 24 mai 1855 est un homme politique belge.

## Biographie
Il était le frère de François de Robiano. Sous le régime issu de la révolution de 1830, l'arrondissement d'Ypres le députa à la Chambre des représentants, où il siégea en 1832 et 1833.
Louis de Robiano s'occupa de travaux historiques et littéraires. Il dirigea la Bibliothèque catholique de Belgique, qui réimprimait pour la Belgique des ouvrages publiés en France.

## Publications
- Réflexions sur la Constitution des Pays-Bas catholiques, Brussel, 1814.
- Des systèmes actuels de l'éducation du peuple, Brussel, 1819.
- Essai sur l'action du philosophisme et sur celle du christianisme, Parijs, 1820.
- Addition aux mémoires de Madame le marquise Rochejaquelein, Leuven, 1823.
- Marie-Antoinette à la Conciergerie, Parijs, 1824.
- De la violation des cimetières, Leuven, 1824.
- Mémoire pour la Belgique et projet de manifeste, Leuven, 1832 (vertaald als Gedenkschrift voor Belgenland en voorwerp van een verdedigings-schrift, Sint-Niklaas-1832.)
- Lettre au comte de Senft-Pilsach, envoyé extraordinaire et ministre plénipotentiaire d'Autriche à La Haye, et à la Conférence de Londres, Brussel, 1839.
- L'Ordre, Parijs, 1852.